# Latt Shwe Zin
Latt Shwe Zin (ur. 1 września 1985 r. w Maubin) – birmańska wioślarka, reprezentantka Birmy w wioślarskiej jedynce podczas Letnich Igrzysk Olimpijskich w Pekinie.

## Osiągnięcia
- Mistrzostwa Świata – Monachium 2007 – czwórka podwójna – 208. miejsce[1].
- Mistrzostwa Świata – Monachium 2007 – dwójka podwójna – 20. miejsce[1].
- Igrzyska Olimpijskie – Pekin 2008 – jedynka – 21. miejsce[1].